# Philippe Latombe
Philippe Latombe, né le 21 avril 1975 à Paris (France), est un homme politique français.
Membre du Mouvement démocrate (MoDem), il est élu député de la première circonscription de la Vendée (Challans et La Roche-sur-Yon) en 2017. Il est réélu en 2022 dans la 16e législature, et ensuite en 2024.

## Biographie

### Carrière professionnelle
Philippe Latombe est diplômé d'une maîtrise en économie et en droit des affaires.[réf. souhaitée]
Il débute ensuite une carrière d'auditeur financier chez Deloitte Touche Tohmatsu Audit à Nantes avant de rejoindre le Crédit agricole Atlantique-Vendée. De septembre 2014 à mai 2017, il est responsable du service recouvrement et contentieux.
Il est également délégué syndical au sein de la Confédération française de l'encadrement - Confédération générale des cadres (CFE-CGC).

### Parcours politique
À l'élection présidentielle de 1995, il fait campagne pour Jacques Chirac.
À Nantes, aux élections municipales de 2014, Philippe Latombe est à la quatrième place de la liste « La chance pour Nantes », conduite par Sophie Van Goethem (divers droite),. Ne réunissant que 5,6 % des voix au premier tour, la liste appelle à voter pour la liste de Laurence Garnier (Union pour un mouvement populaire, Union des démocrates et indépendants et Parti chrétien-démocrate).
En binôme avec Armelle Michelot-Peltier, Latombe se présente aux élections départementales dans le canton de Nantes-4 en mars 2015, sous la bannière « La chance pour Nantes ». Le tandem réunit 5,1 % des voix au premier tour.
Philippe Latombe est de nouveau candidat aux élections régionales de décembre 2015, où il apparaît en douzième place sur la liste Debout la France de Sophie Van Goethem dans la Loire-Atlantique. Cette affiliation s'est faite toutefois contre sa volonté, par une alliance tardive de la candidate dont il était suppléant.
En 2016, il adhère au Mouvement démocrate (MoDem).

#### Député (2017-)
À la suite de l'élection à la présidence de la République d'Emmanuel Macron, il est investi dans la première circonscription de la Vendée aux élections législatives,, dans le cadre d'un accord conclu entre le MoDem et La République en marche. Il arrive en tête du premier tour et est élu face au député sortant Alain Lebœuf (Les Républicains),.
Philippe Latombe a alors pour suppléant Alexandre Huvet  qui deviendra président de la communauté de communes Challans Gois et premier adjoint du maire de Challans, Rémi Pascreau, lequel s'était présenté contre le candidat soutenu par le maire sortant, mais qui a depuis rejoint le parti Les Républicains.
À l'Assemblée nationale, Philippe Latombe est membre de la commission des Lois.
Il est auteur d’une proposition de loi relative à la garde alternée des enfants fin 2017.
En mai 2021, il est responsable du groupe MoDem sur la loi de sortie de l’état d’urgence sanitaire : celui-ci vote contre l’article créant un passe sanitaire, conduisant au rejet de l'article et à « une crise inédite au sein de la majorité » selon Libération.

#### Spécialiste des questions technologiques
Il est très investi dans les questions liées au numérique dès son premier mandat à l'Assemblée nationale. Il est à l'origine de plusieurs rapports dans le domaine sur « les enjeux de l’utilisation d’images de sécurité dans le domaine public dans une finalité de lutte contre l’insécurité ». Très investi sur la vidéosurveillance, il fréquente assidument un think tank de la vidéosurveillance : l'AN2V (Association Nationale de la Vidéosurveillance). Cette proximité avec le lobby de la vidéosurveillance lui est reprochée notamment par La Quadrature du Net. Il est accusé par celle-ci d'être en conflit  d'intérêt et d'avoir eu une attitude non indépendante en tant que membre de la CNIL en ayant prévenu le lobby de la vidéosurveillance dans le dossier du projet de loi de l'utilisation de la reconnaissance faciale aux Jeux olympiques de Paris 2024,.
En septembre 2023, il dépose une plainte auprès de la Cour de justice de l'Union européenne pour faire tomber le Data Privacy Framework pas assez protecteur à son goût. En octobre 2023 la cour a rejeté sa demande pour argumentation insuffisante.

#### Polémique
En septembre 2021, dans un communiqué de presse, le député dénonce une « prière de rue musulmane » qui se serait déroulée à Challans. Cependant, d'après le parquet des Sables, cette prière n'a jamais eu lieu. Il n'y a donc pas eu « d'infraction, ni de provocation, ni d'outrage ». Il s'agissait en réalité de personnes rentrant de boîte de nuit. Rémy Pascreau, maire de Challans, déclarera que la dénonciation du député est « regrettable. [...] On a l'impression de rentrer en précampagne pour les législatives ». L'information de Philippe Latombe sera reprise par des sites d'extrême droite.